# AMD-Radeon-HD-7000-Serie

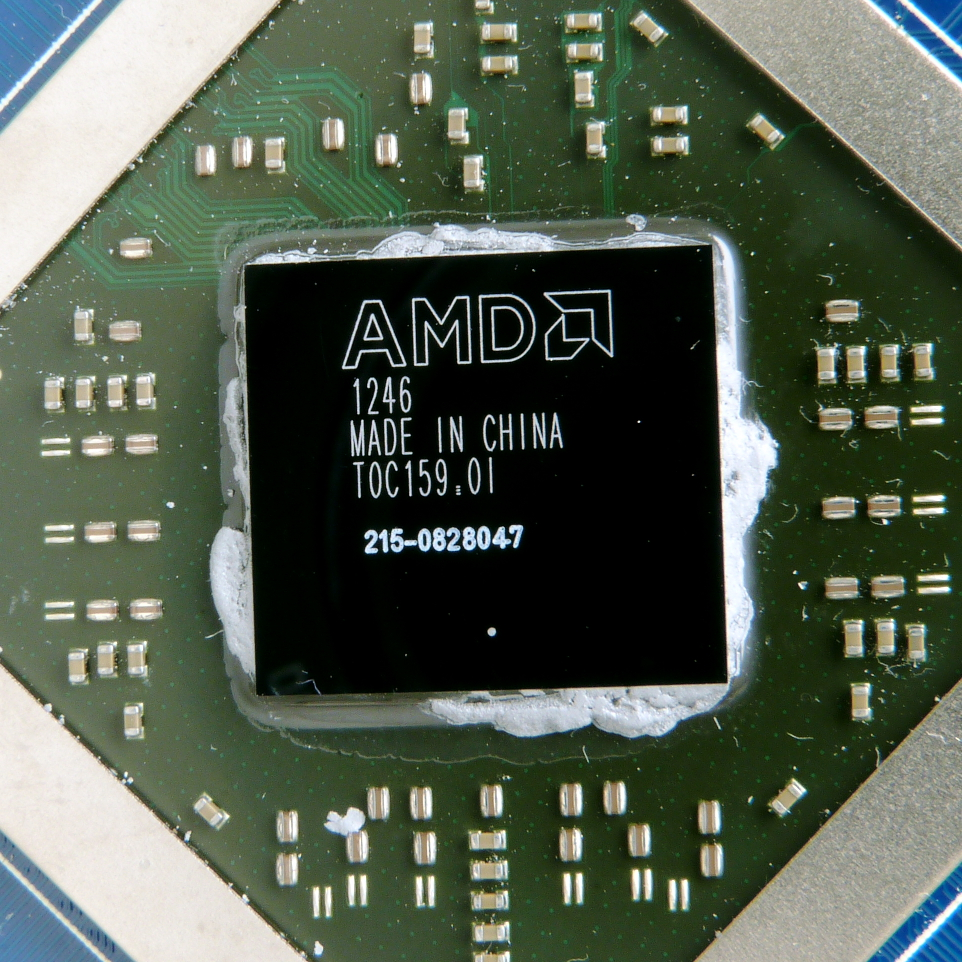
Pitcairn-Grafikprozessor auf einer Radeon HD 7870

Die Radeon-HD-7000-Serie ist eine Serie von Desktop-Grafikchips der Firma AMD und Nachfolger der Radeon-HD-6000-Serie. Mit der Radeon-HD-7000-Serie, welche auch den Codenamen „Southern Island“ trägt, führte AMD erstmals die Unterstützung von DirectX 11.1 ein. Alle Grafikprozessoren dieser Serie unterstützen das Shadermodell 5.0 nach DirectX 11 und OpenGL 4.4, Karten mit den GCN-Kernen Cape-Verde, Pitcairn & Tahiti unterstützen darüber hinaus OpenGL 4.6, DirectX 11.1 als auch PCI Express 3.0 und Mantle sowie mit neuen Treibern auch Vulkan 1.0. Bonaire mit GCN 2 unterstützt auch Vulkan 1.1 und 1.2. Die Schnittstellen Direct Compute 11.1, OpenCL 1.2 und teilweise OpenCL 2.0, 2.1, sowie C++AMP können bei den DirectX-11.1-fähigen Modellen für universelle Berechnungen genutzt werden. Für OpenCL 2.2 wurde noch kein Treiber entwickelt, obwohl dies mit Hardware mit Unterstützung von OpenCL 2.0 und 2.1 laut Khronos möglich ist.

## Beschreibung

### Geschichte
Die erste Grafikkarte der Radeon-HD-7000-Serie stellte AMD am 22. Dezember 2011 vor. Dabei handelte es sich um die Radeon HD 7970, die erstmals auf dem Tahiti-Grafikprozessor basierte. Dieser, intern auch als R1000 bezeichnet, stellte in mehrfacher Hinsicht eine Besonderheit dar: Er war der erste Grafikchip, der im 28-nm-Fertigungsprozess hergestellt wurde, was die Verwendung von 4,31 Mrd. Transistoren ermöglichte. Damit stellte der R1000 Ende 2011 die bis dahin komplexeste GPU auf dem Markt dar. Seit den Radeon-HD-6900-Karten verwendet AMD die „PowerTune“ genannte Technik zum Limitieren der maximalen Leistungsaufnahme durch die Karte. Die gleiche Technik kommt nun auch bei der Radeon HD-7000-Serie zum Einsatz. Durch diese Limitierung sind die in der Praxis erreichten Maximalleistungswerte, wie etwa GFLOPs der GPU, noch weiter entfernt von den theoretischen Werten als dies bei Grafikkarten ohne diese Deckelung der Maximalleistung der Fall war.
Der offizielle Verkaufsstart der Radeon HD 7970 fand am 9. Januar 2012 statt. Die Karte wies eine um etwa 20 % höhere Performance gegenüber der Geforce GTX 580 auf (bis zu 35 % in extrem hohen Auflösungen) und stellte damit zunächst die schnellste Single-GPU-Karte am Markt dar. In der Fachpresse wurde die Energieeffizienz der Karte positiv bewertet, auch weil AMD mit dem „ZeroCore-Power“-Feature einen verbesserten Stromsparmodus präsentierte. Die bei den Radeon-HD-6900-Karten kritisierte anisotrope Texturfilterung überarbeitete AMD beim R1000 komplett, allerdings verzichtete man auf die Implementierung neuer bildqualitätsverbessernder Features. Als größter Kritikpunkt der Radeon HD 7970 erwies sich der Referenzkühler, der unter 3D-Anwendungen über 4 Sone erreicht.
Am 31. Januar 2012 stellte AMD mit der Radeon HD 7950 die zweite Grafikkarte auf Basis des R1000-Grafikprozessors vor. Im Gegensatz zur Radeon HD 7970 war der Präsentationstag auch der Verkaufsstart. Vier der 32 Shadercluster der Tahiti-GPU waren auf der Radeon HD 7950 teildeaktiviert, womit diese eine etwa 5 % höhere Performance gegenüber dem vorläufigen Nvidia-Konkurrenten, der Geforce GTX 580, erreichte. Wie bereits bei der Radeon HD 7970 hob AMD den offiziellen Verkaufspreis gegenüber der Vorgängerserie an: Während der Startpreis für die Radeon HD 6950 noch bei 260 € lag, gab AMD diesen bei der Radeon HD 7950 mit 420 € an.
Am 5. März 2012 stellte AMD die Karten Radeon HD 7850 und 7870 vor, die die Radeon-HD-6800-Serie ersetzten. Die Karten basieren auf der Pitcairn-GPU, die mit 2,8 Mrd. Transistoren auf 1280 Shaderprozessoren und 80 Textureinheiten in 20 Clustern kommt. Auf der Radeon HD 7850 sind vier dieser Cluster deaktiviert. Gegenüber ihren Vorgängern wiesen die Karten einen Performancesprung von bis zu 40 % auf, was in Kombination mit der geringeren Leistungsaufnahme, bedingt durch die 28-nm-Fertigung, positiv in der Fachpresse bewertet wurde. Allerdings hob AMD auch bei diesen Modellen den Listenpreis an (249 US-$ für die Radeon HD 7850, bzw. 349 US-$ für die Radeon HD 7870), wodurch sie zunächst ein schlechteres Preis-Leistungs-Verhältnis aufwiesen. Offizieller Verkaufsstart war für den 19. März 2012 geplant.
Am 4. Januar 2012 stellte AMD die Grafikkarten Radeon HD 7350, 7450, 7470, 7570 und 7670 vor. Dabei handelt es sich allerdings nicht wirklich um „neue“ Karten, sondern tatsächlich um für den OEM-Markt umbenannte Grafikkarten aus der AMD-Radeon-HD-6000-Serie („Rebranding“), die nur marginale Veränderungen aufweisen.

### Architektur
Technische Grundlage der Southern-Island-Serie ist die neu entwickelte GCN-Architektur („Graphics Core Next“), die die bisherige VLIW-Architektur ablöste. Der primäre Vorteil der neuen Befehlsarchitektur gegenüber der bisherigen VLIW-Architektur ist, dass Abhängigkeiten der Anweisungen innerhalb des Codes nicht dazu führen, dass einige ALUs brach liegen. Bei der bisherigen VLIW-Architektur wurden je vier Anweisungen auf 16 VLIW-Shader verteilt. Waren innerhalb dieser vier Anweisungen einige untereinander abhängig, mussten die abhängigen Anweisungen warten, bis die Abhängigkeiten aufgelöst wurden, dadurch blieben entsprechende ALUs der VLIW-Shader ungenutzt. Die SIMD-ALUs der aktuellen Architektur sind jeweils in 16-er Gruppen (Vec16) zusammengefasst. Jeder Vec16-SIMD-Block kann jedoch eine Anweisung unabhängig von anderen SIMD-Blöcken ausführen, womit die Auslastung der ALUs unabhängig von Abhängigkeiten der Anweisungen ist. Es können bei 16 unterschiedlichen Eingangsdatenströmen gleichartige Rechenoperationen mit einer Anweisung innerhalb einer SIMD-Vec16-Einheit durchgeführt werden. Der prinzipielle Aufbau der SIMD-Einheiten ähnelt auch der VPU von Larrabee, auch dort bestehen die VPUs aus Vec16-SIMD-Einheiten. Unausgelastete ALUs können aber auch bei der neuen Architektur auftreten, jedoch bei einem völlig anderen Szenario, und zwar wenn eine Anweisung auf weniger als 16 Datenströme angewendet werden muss und damit der Vec16-SIMD-Block nicht ganz gefüllt wird. Der größte Vorteil der neuen Architektur liegt darin, dass die Programmierung einfacher wird, da der Compiler nun nicht versuchen muss, die Anweisungen so zu packen, dass diese auf die VLIW-Shader mit möglichst wenigen Abhängigkeiten untereinander verteilt werden können. Entsprechend vereinfachen sich auch alle weiteren Programmier-Programme, und die Flexibilität, auch bezüglich GPGPU-Anwendungen, steigt.
Ein Shader-Cluster, auch Compute Unit (dt. Verarbeitungseinheit) genannt, besteht aus vier Vec16-SIMD-Einheiten, wobei jede SIMD-Vektoreinheit eigene Register mit einer Gesamtgröße von 64 kB zur Verfügung hat. Jedem Shader-Cluster stehen zudem weitere 64 kB lokaler Speicher („Local Data Store“) zur Verfügung, auf die alle SIMD-Blöcke gemeinsam zugreifen können. Zudem hat ein Shader-Cluster auch noch eine unabhängige skalare Einheit, die für Datenverwaltung (Adressberechnungen, Management des Datenflusses etc.) und andere einfache, skalare Berechnungen innerhalb des Shader-Clusters zuständig ist. Ein Scheduler verteilt die Anweisungen auf die vier Vec16-SIMD-Blöcke innerhalb des Shader-Clusters. Jedem Shader-Cluster ist zudem noch ein 16 kB großer L1-Cache zugeordnet, auf welchen die jeweiligen Textureinheiten zugreifen können. Zudem teilen sich mehrere Shader-Cluster einen 128 kB großen L2-Cache, an welchem ein Speichercontroller angeschlossen ist.

### Namensgebung
Bei der HD-7000-Serie kommt das gleiche Bezeichnungssystem wie beim Vorgänger Radeon-HD-6000-Serie zum Einsatz. Alle Grafikkarten werden mit „AMD Radeon HD“ und einer zusätzlichen vierstelligen Nummer bezeichnet, die generell mit einer „7“ (für die Serie) beginnt. Die zweite und dritte Ziffer dienen der Unterteilung in verschiedene Modelle. Die mobilen Grafikchips laufen unter der Modellbezeichnung AMD Radeon M.
Aufteilung
- HD 7350 bis HD 7670: einfache („low-end“) und Grafikkarten für den OEM-Markt
- HD 77xx: Massenmarkt („mainstream“)
- HD 78xx: mit höherer Leistung („performance“)
- HD 79xx: Hochleistungskarten („high-end“)

## Datenübersicht

### Grafikprozessoren
| Grafik- chip   | Architektur | Fertigung | Fertigung      | Fertigung   | Einheiten | Einheiten      | Einheiten         | Einheiten       | Einheiten       | Einheiten       | L2-Cache (in kB) | API-Support | API-Support                                     | API-Support                                          | API-Support | API-Support | Video- prozessor | Schnitt- stelle |
| Grafik- chip   | Architektur | Prozess   | Transi- storen | Die- Fläche | ROPs      | Unified-Shader | Unified-Shader    | Unified-Shader  | Textureinheiten | Textureinheiten | L2-Cache (in kB) | DirectX     | OpenGL                                          | OpenCL                                               | Mantle      | Vulkan      | Video- prozessor | Schnitt- stelle |
| Grafik- chip   | Architektur | Prozess   | Transi- storen | Die- Fläche | ROPs      | ALUs           | Shader- Einheiten | Shader- Cluster | TAUs            | TMUs            | L2-Cache (in kB) | DirectX     | OpenGL                                          | OpenCL                                               | Mantle      | Vulkan      | Video- prozessor | Schnitt- stelle |
| -------------- | ----------- | --------- | -------------- | ----------- | --------- | -------------- | ----------------- | --------------- | --------------- | --------------- | ---------------- | ----------- | ----------------------------------------------- | ---------------------------------------------------- | ----------- | ----------- | ---------------- | --------------- |
| Cedar (RV810)  | Terascale 2 | 40 nm     | 0290 Mio.      | 063 mm²     | 04        | 080            | 016× 5D-VLIW      | 02              | 08              | 08              |                  | 11.0        | 4.4 (Linux Mesa 18+: 4.4+, 4.5 nahezu komplett) | 1.2 (Linux Mesa: 1.1 nahezu komplett, 1.2 in Arbeit) | nein        | nein        | UVD 2.2          | PCIe 2.0        |
| Caicos (RV910) | Terascale 2 | 40 nm     | 0370 Mio.      | 067 mm²     | 04        | 0160           | 032× 5D-VLIW      | 02              | 08              | 08              |                  | 11.0        | 4.4 (Linux Mesa 18+: 4.4+, 4.5 nahezu komplett) | 1.2 (Linux Mesa: 1.1 nahezu komplett, 1.2 in Arbeit) | nein        | nein        | UVD 3.0          | PCIe 2.0        |
| Turks (RV930)  | Terascale 2 | 40 nm     | 0720 Mio.      | 118 mm²     | 08        | 0480           | 096× 5D-VLIW      | 06              | 024             | 024             |                  | 11.0        | 4.4 (Linux Mesa 18+: 4.4+, 4.5 nahezu komplett) | 1.2 (Linux Mesa: 1.1 nahezu komplett, 1.2 in Arbeit) | nein        | nein        |                  | PCIe 2.0        |
| Cape-Verde     | GCN 1       | 28 nm     | 1500 Mio.      | 123 mm²     | 16        | 0640           | 040× Vec16-SIMD   | 10              | 040             | 040             | 2× 128           | 11.1        | 4.6+                                            | 1.2 (Linux Mesa: 1.1 nahezu komplett, 1.2 in Arbeit) | ja          | 1.0         | UVD 3.1          | PCIe 3.0        |
| Bonaire        | GCN 2       | 28 nm     | 2080 Mio.      | 160 mm²     | 16        | 0896           | 056× Vec16-SIMD   | 14              | 056             | 056             |                  | 12.0        | 4.6+                                            | 2.0+                                                 | ja          | 1.2         | UVD 3.1          | PCIe 3.0        |
| Pitcairn       | GCN 1       | 28 nm     | 2800 Mio.      | 212 mm²     | 32        | 1280           | 080× Vec16-SIMD   | 20              | 080             | 080             | 4× 128           | 11.1        | 4.6+                                            | 1.2 (Linux Mesa: 1.1 nahezu komplett, 1.2 in Arbeit) | ja          | 1.0         | UVD 3.1          | PCIe 3.0        |
| Tahiti (R1000) | GCN 1       | 28 nm     | 4310 Mio.      | 365 mm²     | 32        | 2048           | 128× Vec16-SIMD   | 32              | 128             | 128             | 6× 128           | 11.1        | 4.6+                                            | 1.2 (Linux Mesa: 1.1 nahezu komplett, 1.2 in Arbeit) | ja          | 1.0         | UVD 3.1          | PCIe 3.0        |

### Modelldaten
| Modell                         | Offizieller Launch | Grafikprozessor (GPU) | Grafikprozessor (GPU) | Grafikprozessor (GPU) | Grafikprozessor (GPU) | Grafikprozessor (GPU) | Grafikprozessor (GPU) | Grafikprozessor (GPU) | Grafikspeicher       | Grafikspeicher | Grafikspeicher | Grafikspeicher      | Leistungsdaten             | Leistungsdaten             | Leistungsdaten                          | Leistungsdaten              | Leistungsdaten              | Leistungsdaten                 |
| Modell                         | Offizieller Launch | Typ                   | Aktive Einheiten      | Aktive Einheiten      | Aktive Einheiten      | Aktive Einheiten      | Chiptakt (in MHz)     | Chiptakt (in MHz)     | Größe (in MB)        | Takt (in MHz)  | Typ            | Speicher- interface | Rechenleistung (in GFlops) | Rechenleistung (in GFlops) | Polygon- durchsatz (in Mio. Dreiecke/s) | Pixelfüllrate (in GPixel/s) | Texelfüllrate (in GTexel/s) | Speicher- bandbreite (in GB/s) |
| Modell                         | Offizieller Launch | Typ                   | ROPs                  | Shader- Cluster       | ALUs                  | Textur- einheiten     | Standard              | Boost                 | Größe (in MB)        | Takt (in MHz)  | Typ            | Speicher- interface | SP (MAD)                   | DP (FMA)                   | Polygon- durchsatz (in Mio. Dreiecke/s) | Pixelfüllrate (in GPixel/s) | Texelfüllrate (in GTexel/s) | Speicher- bandbreite (in GB/s) |
| ------------------------------ | ------------------ | --------------------- | --------------------- | --------------------- | --------------------- | --------------------- | --------------------- | --------------------- | -------------------- | -------------- | -------------- | ------------------- | -------------------------- | -------------------------- | --------------------------------------- | --------------------------- | --------------------------- | ------------------------------ |
| Radeon HD 7350                 | 4. Jan. 2012       | Cedar                 | 4                     | 2                     | 80                    | 8                     | 400                   | –                     | k. A.                | 400            | DDR2           | 64 Bit              | 64–104                     | -                          | 400–650                                 | 1,6–2,6                     | 3,2–5,2                     | 6,4                            |
| Radeon HD 7350                 | 4. Jan. 2012       | Cedar                 | 4                     | 2                     | 80                    | 8                     | 650                   | –                     | k. A.                | 800            | DDR3           | 64 Bit              | 64–104                     | -                          | 400–650                                 | 1,6–2,6                     | 3,2–5,2                     | 12,8                           |
| Radeon HD 7450                 | 4. Jan. 2012       | Caicos                | 4                     | 2                     | 160                   | 8                     | 625                   | -                     | 512–1024             | 533–800        | DDR3           | 64 Bit              | 200                        | -                          | 625                                     | 2,5                         | 5                           | 8,5–12,8                       |
| Radeon HD 7450                 | 4. Jan. 2012       | Caicos                | 4                     | 2                     | 160                   | 8                     | 625                   | -                     | 512–1024             | 1600–1800      | GDDR5          | 64 Bit              | 200                        | -                          | 625                                     | 2,5                         | 5                           | 25,6–28,8                      |
| Radeon HD 7470                 | 4. Jan. 2012       | Caicos                | 4                     | 2                     | 160                   | 8                     | 750                   | -                     | 512–1024             | 533–800        | DDR3           | 64 Bit              | 240                        | -                          | 750                                     | 3                           | 6                           | 8,5–12,8                       |
| Radeon HD 7470                 | 4. Jan. 2012       | Caicos                | 4                     | 2                     | 160                   | 8                     | 750                   | -                     | 512–1024             | 1600–1800      | GDDR5          | 64 Bit              | 240                        | -                          | 750                                     | 3                           | 6                           | 25,6–28,8                      |
| Radeon HD 7480D                | 1. Jun 2012        | Cayman                | 4                     | ?                     | 128                   | 8                     | 723                   | -                     | konfigurierbar (IGP) | 1600           | DDR3           | 128 Bit             | 185                        | -                          | ?                                       | 2,9                         | 11,6                        | 25,6                           |
| Radeon HD 7510                 | k. A.              | Turks                 | 4                     | 4                     | 320                   | 16                    | 650                   | -                     | 1024                 | 667            | DDR3           | 128 Bit             | 416                        | -                          | 650                                     | 2,6                         | 10,4                        | 21,3                           |
| Radeon HD 7540D                | 1. Jun 2012        | Cayman                | 4                     | ?                     | 192                   | 12                    | 760                   | -                     | konfigurierbar (IGP) | 1866           | DDR3           | 128 Bit             | 292                        | -                          | ?                                       | ?                           | ?                           | 29,9                           |
| Radeon HD 7560D                | 1. Jun 2012        | Cayman                | 4                     | ?                     | 256                   | 16                    | 760                   | -                     | konfigurierbar (IGP) | 1866           | DDR3           | 128 Bit             | 389                        | -                          | ?                                       | ?                           | ?                           | 29,9                           |
| Radeon HD 7570                 | 4. Jan. 2012       | Turks                 | 8                     | 6                     | 480                   | 24                    | 650                   | -                     | 512–2048             | 900            | DDR3           | 128 Bit             | 624                        | -                          | 650                                     | 2,6                         | 15,6                        | 28,8                           |
| Radeon HD 7570                 | 4. Jan. 2012       | Turks                 | 8                     | 6                     | 480                   | 24                    | 650                   | -                     | 512–1024             | 2000 (1000)    | GDDR5          | 128 Bit             | 624                        | -                          | 650                                     | 2,6                         | 15,6                        | 64                             |
| Radeon HD 7660D                | 1. Jun 2012        | Cayman                | 8                     | ?                     | 384                   | 24                    | 760-800               | -                     | konfigurierbar (IGP) | 1866           | DDR3           | 128 Bit             | 584–614                    | -                          | ?                                       | 2,7                         | 16,2                        | 29,9                           |
| Radeon HD 7670                 | 4. Jan. 2012       | Turks                 | 8                     | 6                     | 480                   | 24                    | 800                   | -                     | 512–1024             | 2000 (1000)    | GDDR5          | 128 Bit             | 768                        | -                          | 800                                     | 3,2                         | 19,2                        | 64                             |
| Radeon HD 7730                 | k. A.              | Cape-Verde            | 16                    | 6                     | 384                   | 24                    | 800                   | -                     | 1024                 | 2250 (1125)    | GDDR5          | 128 Bit             | 614,4                      | 38,4                       | 800                                     | 12,8                        | 19,2                        | 72                             |
| Radeon HD 7750                 | 15. Feb. 2012      | Cape-Verde            | 16                    | 8                     | 512                   | 32                    | 800                   | -                     | 1024                 | 2250 (1125)    | GDDR5          | 128 Bit             | 819,2                      | 51,2                       | 800                                     | 12,8                        | 25,6                        | 72                             |
| Radeon HD 7750 900 MHz Edition | 4. Sep. 2012       | Cape-Verde            | 16                    | 8                     | 512                   | 32                    | 900                   | -                     | 1024                 | 2250 (1125)    | GDDR5          | 128 Bit             | 921,6                      | 57,6                       | 900                                     | 14,4                        | 28,8                        | 72                             |
| Radeon HD 7770                 | 15. Feb. 2012      | Cape-Verde            | 16                    | 10                    | 640                   | 40                    | 1000                  | -                     | 1024                 | 2250 (1125)    | GDDR5          | 128 Bit             | 1280                       | 80                         | 1000                                    | 16                          | 40                          | 72                             |
| Radeon HD 7790                 | 22. Mrz. 2013      | Bonaire               | 16                    | 14                    | 896                   | 56                    | 1000                  | -                     | 1024                 | 3000 (1500)    | GDDR5          | 128 Bit             | 1792                       | k. A.                      | 2000                                    | 16                          | 56                          | 96                             |
| Radeon HD 7850                 | 5. Mrz. 2012       | Pitcairn              | 32                    | 16                    | 1024                  | 64                    | 860                   | -                     | 1024–2048            | 2400 (1200)    | GDDR5          | 256 Bit             | 1761                       | 110                        | 1720                                    | 27,5                        | 55                          | 153,6                          |
| Radeon HD 7870                 | 5. Mrz. 2012       | Pitcairn              | 32                    | 20                    | 1280                  | 80                    | 1000                  | -                     | 2048                 | 2400 (1200)    | GDDR5          | 256 Bit             | 2560                       | 160                        | 2000                                    | 32                          | 80                          | 153,6                          |
| Radeon HD 7870 Boost Edition   | 20. Nov. 2012      | Tahiti                | 32                    | 24                    | 1536                  | 96                    | 925                   | 975                   | 2048                 | 3000 (1500)    | GDDR5          | 256 Bit             | 2995                       | 749                        | 1950                                    | 31,2                        | 93,6                        | 192                            |
| Radeon HD 7950                 | 31. Jan. 2012      | Tahiti                | 32                    | 28                    | 1792                  | 112                   | 800                   | -                     | 3072                 | 2500 (1250)    | GDDR5          | 384 Bit             | 2867                       | 717                        | 1600                                    | 25,6                        | 89,6                        | 240                            |
| Radeon HD 7950 Boost Edition   | 14. Aug. 2012      | Tahiti                | 32                    | 28                    | 1792                  | 112                   | 850                   | 925                   | 3072                 | 2500 (1250)    | GDDR5          | 384 Bit             | 3046,4                     | 761,6                      | 1700                                    | 27,2                        | 95,2                        | 240                            |
| Radeon HD 7970                 | 22. Dez. 2011      | Tahiti                | 32                    | 32                    | 2048                  | 128                   | 925                   | -                     | 3072                 | 2750 (1375)    | GDDR5          | 384 Bit             | 3789                       | 947                        | 1850                                    | 29,6                        | 118,4                       | 264                            |
| Radeon HD 7970 GHz Edition     | 22. Jun. 2012      | Tahiti                | 32                    | 32                    | 2048                  | 128                   | 1000                  | 1050                  | 3072                 | 3000 (1500)    | GDDR5          | 384 Bit             | 4096                       | 1024                       | 2000                                    | 32                          | 128                         | 288                            |
| Radeon HD 7990                 | 1. Mai 2013        | 2 × Tahiti (Malta)    | 2 × 32                | 2 × 32                | 2 × 2048              | 2 × 128               | 950                   | 1000                  | 2 × 3072             | 3000 (1500)    | GDDR5          | 2 × 384 Bit         | 2 × 3891,2                 | 2 × 972,8                  | 2 × 1900                                | 2 × 30,4                    | 2 × 121,6                   | 2 × 288                        |

### Leistungsaufnahmedaten
| Modell                         | Typ        | Verbrauch (Watt) | Verbrauch (Watt) | Verbrauch (Watt) | Verbrauch (Watt) | zusätzliche Strom- stecker |
| Modell                         | Typ        | TDP              | Messwerte        | Messwerte        | Messwerte        | zusätzliche Strom- stecker |
| Modell                         | Typ        | TDP              | Idle             | 3D-Last          | Maximallast      | zusätzliche Strom- stecker |
| ------------------------------ | ---------- | ---------------- | ---------------- | ---------------- | ---------------- | -------------------------- |
| Radeon HD 7350                 | Cedar      |                  |                  |                  |                  |                            |
| Radeon HD 7450                 | Caicos     |                  |                  |                  |                  |                            |
| Radeon HD 7470                 | Caicos     |                  |                  |                  |                  |                            |
| Radeon HD 7510                 | Turks      |                  |                  |                  |                  |                            |
| Radeon HD 7570                 | Turks      |                  |                  |                  |                  |                            |
| Radeon HD 7670                 | Turks      | 066              |                  |                  |                  | keine                      |
| Radeon HD 7730                 | Cape Verde |                  |                  |                  |                  |                            |
| Radeon HD 7750                 | Cape Verde | 055              | 07               | 050              | 057              | keine                      |
| Radeon HD 7750 900 MHz Edition | Cape Verde | 075              | 08               | 067              | 080              | 1× 6-pin                   |
| Radeon HD 7770                 | Cape Verde | 080              | 10               | 076              | 093              | 1× 6-pin                   |
| Radeon HD 7790                 | Bonaire    | 085              | 10               | 086              | 096              | 1× 6-pin                   |
| Radeon HD 7850                 | Pitcairn   | 130              | 11               | 088              | 144              | 1× 6-pin                   |
| Radeon HD 7870                 | Pitcairn   | 175              | 13               | 127              | 159              | 2× 6-pin                   |
| Radeon HD 7870 Boost Edition   | Tahiti     | 185              | 13               | 196              | 248              | 2× 6-pin                   |
| Radeon HD 7950                 | Tahiti     | 200              | 16               | 157              | 231              | 2× 6-pin                   |
| Radeon HD 7950 Boost Edition   | Tahiti     | 225              | 15               | 226              | 267              | 2× 6-pin                   |
| Radeon HD 7970                 | Tahiti     | 250              | 12...14          | 185...211        | 296              | 1× 6-pin 1× 8-pin          |
| Radeon HD 7970 GHz Edition     | Tahiti     | 250              | 13...15          | 247...259        | 351              | 2× 8-pin                   |
| Radeon HD 7990                 | Malta      | 375              | 30               | 359              | 367              | 2× 8-pin                   |